# Glen Canyon National Recreation Area
Glen Canyon National Recreation Area (afgekort Glen Canyon NRA of GCNRA) is een beschermd natuur- en recreatiegebied (National Recreation Area) in het zuiden van de Verenigde Staten, gelegen in de staten Utah en Arizona. Het gebied beslaat een oppervlakte van ongeveer 5.076 km² (1.254.429 acres) en wordt beheerd door de National Park Service. Het is vooral bekend vanwege Lake Powell, een groot stuwmeer dat ontstond na de voltooiing van de Glen Canyondam in 1966.

## Geschiedenis
Glen Canyon National Recreation Area werd officieel opgericht in 1972 met als doel het combineren van recreatief gebruik met het behoud van wetenschappelijke, historische en landschappelijke waarden. De aanleg van de Glen Canyon Dam en het ontstaan van Lake Powell leidden tot het onder water zetten van grote delen van het oorspronkelijke Glen Canyon, dat voorheen bekend stond om zijn diepe canyons, kleurrijke rotsformaties en archeologische rijkdom.

## Geografie
Het gebied omvat voornamelijk ruig hoogwoestijnlandschap, variërend van diepe kloven tot uitgestrekte plateaus. Glen Canyon NRA grenst aan verschillende andere beschermde gebieden:
- In het noorden: Capitol Reef National Park en Canyonlands National Park
- In het westen: Grand Staircase-Escalante National Monument
- In het zuiden: Grand Canyon National Park, Paria Canyon-Vermilion Cliffs Wilderness en de Vermilion Cliffs National Monument.
- In het zuidoosten: de Navajo National Monument

Belangrijke toegangswegen zijn U.S. Route 89 en State Route 98 in Arizona, en State Route 95 en State Route 276 in Utah.

## Toerisme en recreatie
Glen Canyon NRA trekt jaarlijks ongeveer 2 miljoen bezoekers, die voornamelijk komen voor waterrecreatie op Lake Powell, zoals varen, vissen, zwemmen, kajakken en houseboating.
Er zijn vijf grote havens (marina’s) die toegang bieden tot het meer: Wahweap Marina, Antelope Point Marina, Lees Ferry, Bullfrog Marina en Hite Marina.
Daarnaast zijn er meerdere campings, picknickplaatsen, twee kleine luchthavens, en zelfs een golfbaan in de buurt van Page, Arizona.

Horseshoe Bend

### Horseshoe Bend
Een van de meest iconische en vaak gefotografeerde locaties binnen de Glen Canyon National Recreation Area is Horseshoe Bend. Deze bocht in de Colorado River bevindt zich op ongeveer 8 kilometer ten zuiden van het stadje Page, Arizona, en is bekend om zijn hoefijzervormige meander en uitzichtpunt bovenop een 300 meter hoge klif.

### Nabijgelegen plaatsen
De voornaamste uitvalsbases voor bezoekers zijn de stad Page in Arizona en het gehucht Bullfrog Basin in Utah. Beide plaatsen bieden toegang tot voorzieningen, overnachtingsmogelijkheden en verhuur van boten of huisboten.

### Natuur en cultuur
Hoewel het gebied gericht is op recreatie, zijn er ook belangrijke archeologische vindplaatsen en natuurgebieden binnen Glen Canyon NRA. Verschillende rotsformaties, fossielen, rotstekeningen (petroglyfen) en historische sporen van inheemse volkeren worden actief beschermd.

### Glen Canyon NRA in films en series
De spectaculaire landschappen van Glen Canyon National Recreation Area, met zijn rode rotsformaties, diepe kloven en het uitgestrekte Lake Powell, vormen een geliefd decor voor filmmakers en producenten van televisie- en documentaireproducties. Het gebied is gebruikt in tal van films, series en commercials vanwege de unieke combinatie van woestijnlandschap en water.

#### Bekende producties waarin Glen Canyon of Lake Powell voorkomt
- The Mandalorian  – In  seizoen 3 is de “helmceremonie” van de Mandalorian-clan te zien aan een majestueus meer, omringd door steile rotsformaties van Lake Powell aan de Colorado River, onderdeel van Glen Canyon NRA.[8][9]
- Planet of the Apes  – Enkele scènes uit deze sciencefictionklassieker werden gefilmd nabij Lake Powell, dat diende als buitenaards landschap.
- Doctor Who: The Impossible Astronaut  – Deze aflevering van de Britse sciencefictionserie bevat opnamen aan de oevers van Lake Powell, bedoeld als achtergrond voor scènes die zich in de VS afspelen.
- Mission: Impossible II  – De openingsscène, waarin Tom Cruise aan rotsen klimt, werd opgenomen in de omgeving van Lake Powell.
- The Greatest Story Ever Told – Deze bijbelse film gebruikte Glen Canyon als locatie voor scènes die zich in het Heilige Land moesten afspelen

## Gallerij

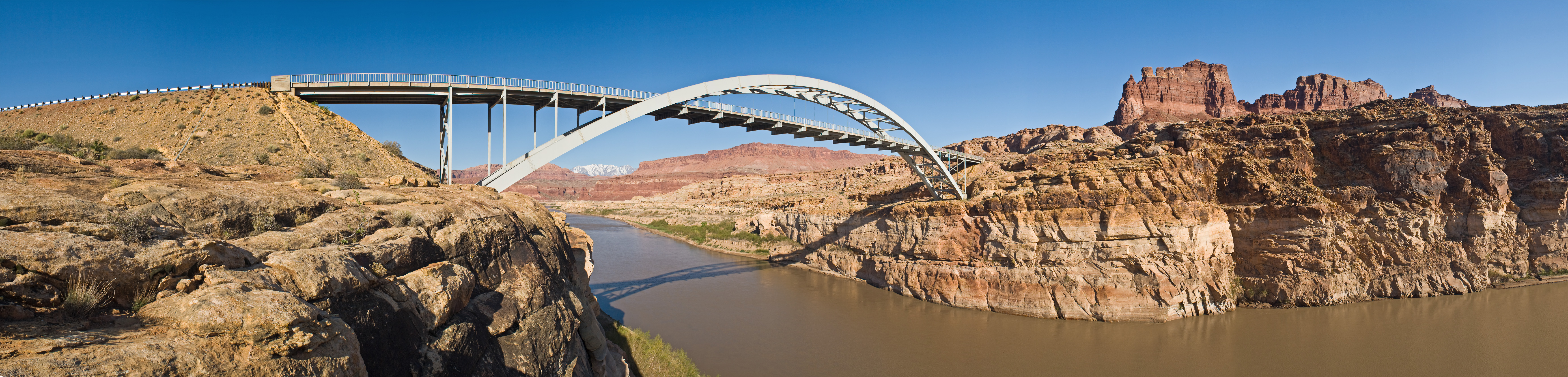
Hite Crossing Bridge
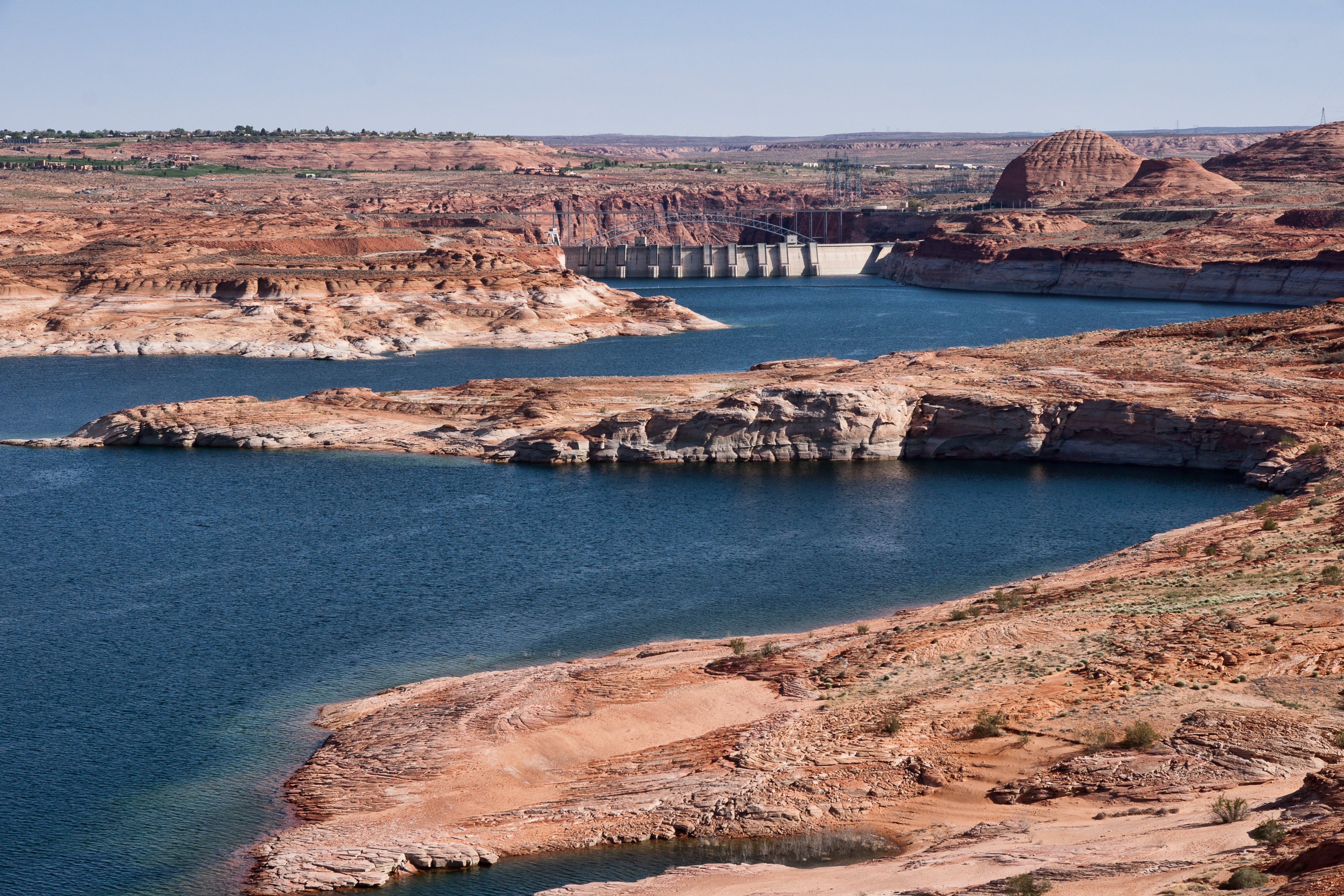
Glen Canyon Dam Lake Powell
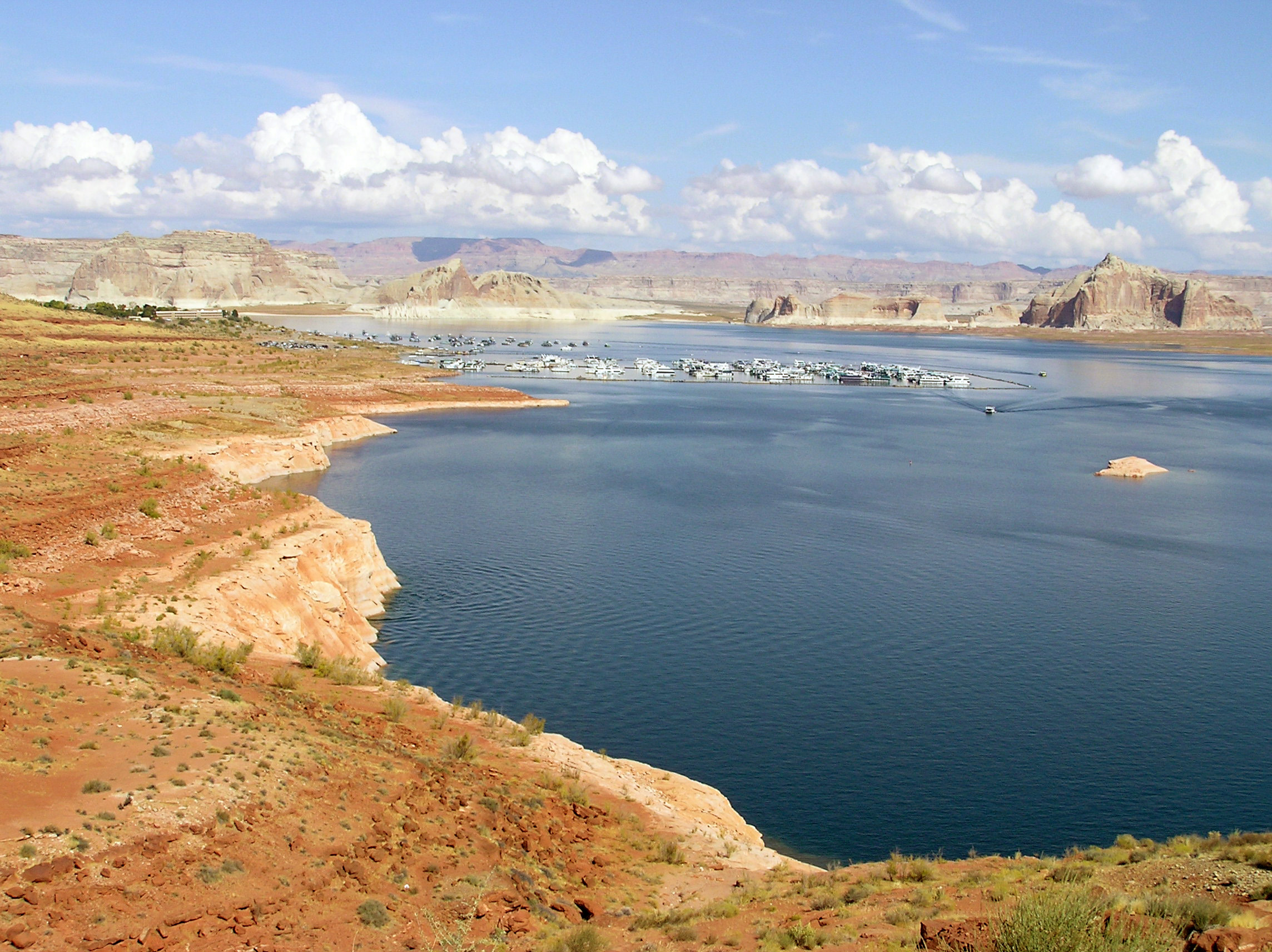
Glen Canyon Water Recreatie
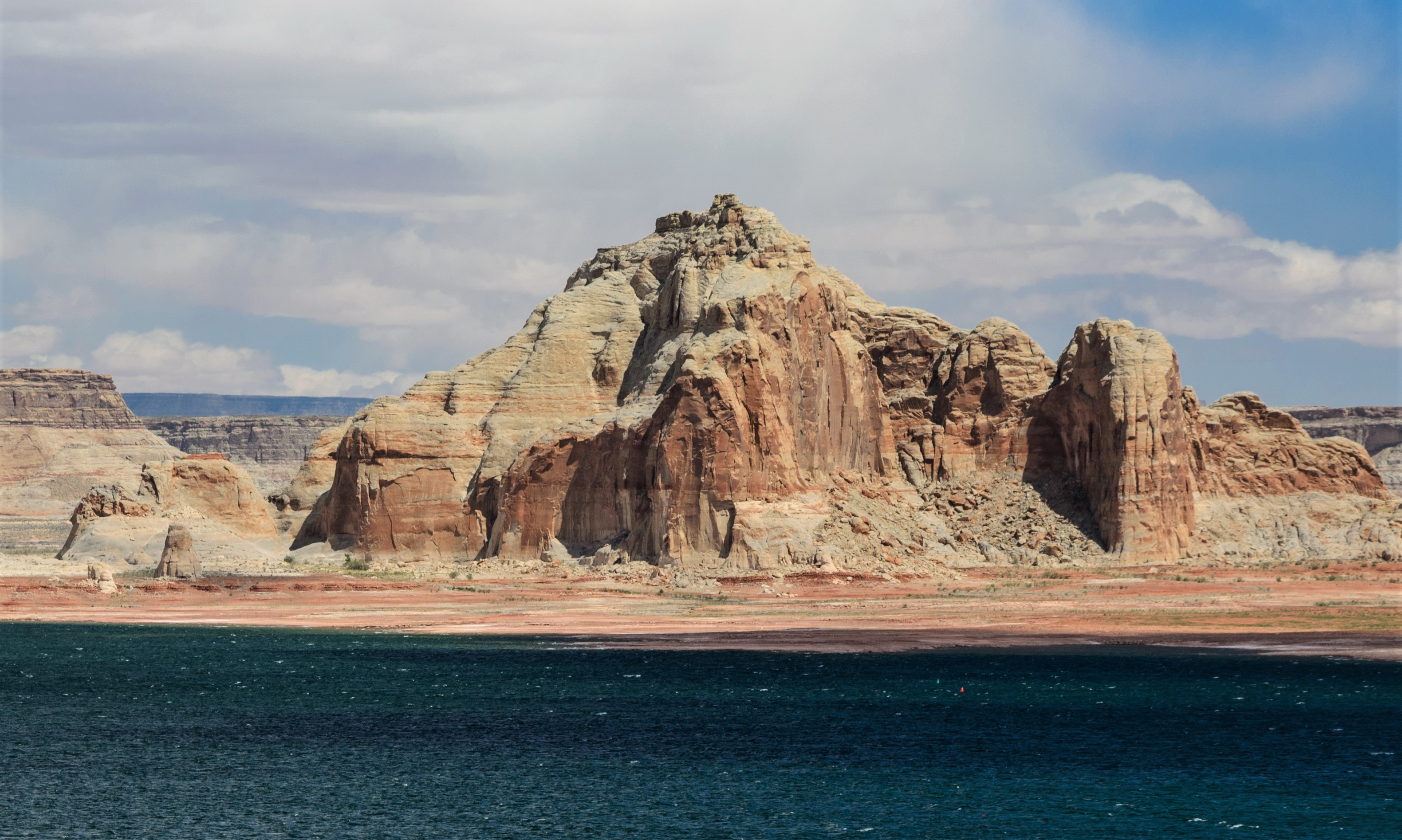
Castle Rock, Lake Powell
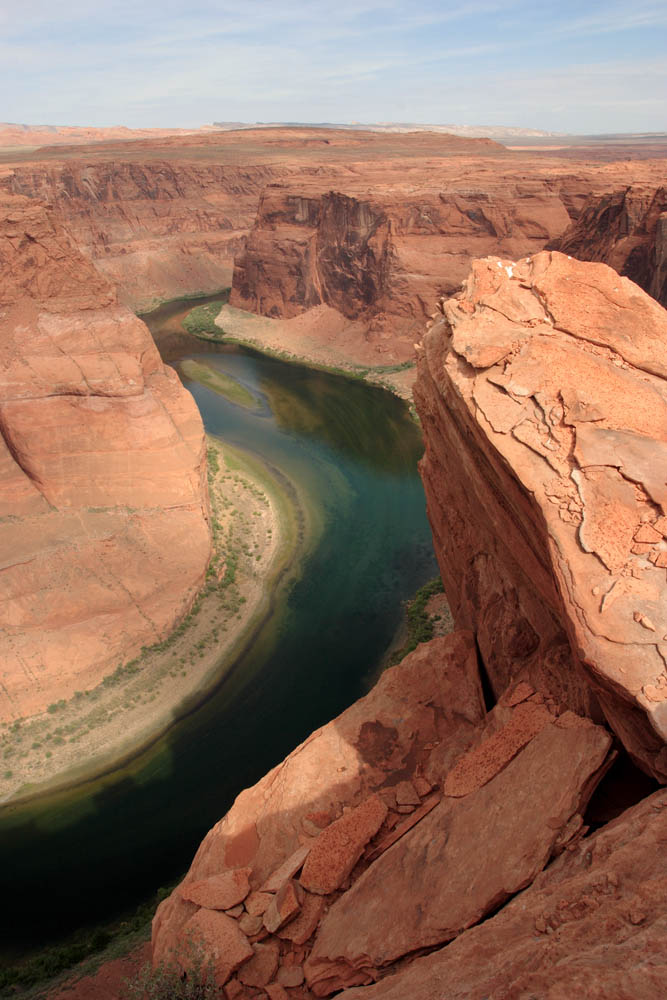
Glen Canyon
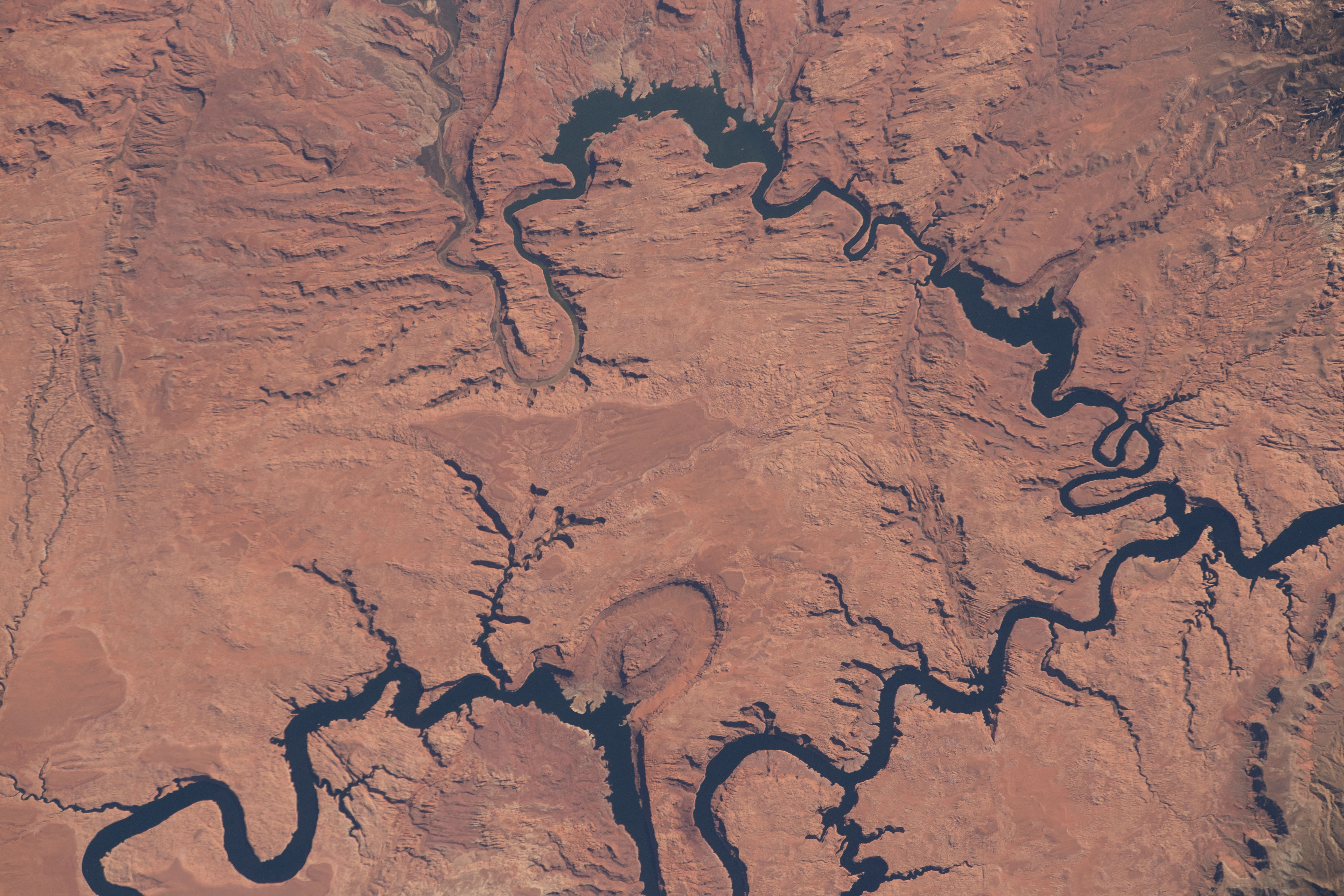
Lake Powell en de Colorado rivier stromen door Glen Canyon National Recreation Area